# Vicky Pouw
Vicky Pouw is een personage uit de Nederlandse soapserie Goede tijden, slechte tijden.
Vicky heeft een moeilijke jeugd gehad en woonde daarom in een kraakpand. Ze was schoonmaakster in hotel De Rozenboom en werd door Laura Selmhorst betrapt toen ze van andere gasten had gestolen. Eerst werd ze ontslagen, maar daarna nam Laura haar toch weer in dienst en bood haar thuis ook onderdak aan. In juni 2009 verlaat ze voor onbepaalde tijd Meerdijk omdat ze naar haar vader in Australië vertrekt.

## Achtergrond
In het najaar van 2006 besloot actrice Carolien Spoor (Florien Fischer, 2005-2007) dat zij met ingang van september 2007 de Toneelacademie Maastricht wilde gaan volgen. Het personage Florien speelde veel verhaallijnen met de personages Fos Fischer (haar broer), Noud Alberts (haar vriend) en Nina Sanders (haar beste vriendin). Het schrijversteam moest op zoek naar een nieuw personage die zich ook met deze personages moest gaan bezighouden.  Het personage Vicky Pouw kende net als het personage Florien een uitgesproken karakter en was een blondine. Actrice Liza Sips werd gecast voor de rol van Vicky. Vicky raakte verwikkeld in een strijd tussen Fos en Noud over wie haar vriend mocht zijn.

## Model
Vicky is voor een poos model geweest. Dex Huygens was haar agent, hij noemde zich Dexter Models. Vicky wilde eigenlijk zangeres worden, maar Dex bleef maar doorzeuren. Uiteindelijk was Vicky model geworden. Dex kon goede zaken doen. Vicky wilde het uiteindelijk niet meer. Ze was gestopt met het modellenwerk. Noud had haar namelijk overgehaald. Dex werd kwaad op Noud en Vicky. Hij zorgde ervoor dat Vicky een forse boete kreeg omdat ze een wanprestatie had geleverd.

## Familiebetrekkingen
- Floris van Wickenrode (vader)
- Trudy Pouw (moeder)[2]
- Hendrik van Wickenrode (opa)
- Josephine van Wickenrode (oma)
- Annabel Bosch (oudtante)